# Geografia de l'Iran
Iran és un país dominat per l'altiplà iranià, rodejat per diverses cadenes muntanyoses, com les muntanyes Zagros (al sud-oest) i els Elburz (al nord); i en aquesta última hi ha el Damavand que amb 5.610 m, és el punt més alt del país. Les principals planes són les que es troben al llarg de la costa de la mar Càspia (depressió aralo-càspica) i la depressió mesopotàmica del golf Pèrsic, junt a la frontera amb l'Iraq a Arvandrud (Chat-el-Arab). Les principals ciutats del país són Teheran (capital), Tabriz, Mashad, Ispahan, Siraz, Abadan, Ahwaz i Kermansah.

## Hidrografia
Al país no hi trobem grans rius; dels petits rius i rierols, únicament és navegable és el Karun, de 830 kilòmetres de longitud, on barques preparades per a navegar en rius poc profunds poden navegar de Khorramshahr a Ahvaz (una distància d'uns 180 kilòmetres).
Els principals rius de l'Iran són el Sefid-Rud, l'anomenat Karun i el Hilmend.
Hi ha un llac salat permanent, l'Urmia, amb un contingut salí tant elevant que no permet la vida dels peixos o de la majoria de les formes de vida acuàtiques. També hi ha diversos llacs salats situats a la frontera Iran-Afganistan, a la província de Balutxistan Occidental.

## Clima
|  | Caspi suau i humit Caspi suau Mediterrani amb pluges primaverals Mediterrani Muntanyes fredes Muntanyes molt fredes Semi-desèrtic fred Semi-desèrtic càlid Desèrtic sec Desèrtic càlid i sec Costaner càlid i secHot Coastal Dry Costaner sec |

El país té un clima variable. Al nord-oest, els hiverns són freds amb importants precipitacions en forma de neu i temperatures per sota els zero graus Celsius durant els mesos de desembre i gener. La primavera i la tardor són relativament suaus, mentre que els estius són humits i càlids. Al sud, els hiverns són suaus i els estius són tòrrids. A la plana del Khuzestan, l'alta temperatura estival va acompanyada d'una humitat molt alta.
L'Iran té un clima continental desèrtic o sec. Tot el país és àrid o semiàrid, excepte la costa del mar Caspi on predomina un clima subtropical. La majoria de les precipitacions anuals es donen entre octubre i abril. A la majoria del país, les precipitacions mitjanes anuals són de 25 cm o menys. Les principals excepcions són les valls de les altes muntanyes de Zagros i la plana costanera del mar Caspi, on les precipitacions mitjanes són de 50 cm anuals, com a mínim. A la part oest del Caspi, les precipitacions excedeixen els 100 cm anuals i es troben distribuïdes força regularment al llarg de l'any.